# See Homer Run
See Homer Run, llamado Homer a la carrera en España y Homero se postula en Hispanoamérica es el sexto episodio de la decimoséptima temporada de la serie animada Los Simpson, emitido originalmente el 20 de noviembre de 2005 y en Hispanoamérica su estreno fue el 20 de agosto de 2006. El episodio fue escrito por Stephanie Gillis y dirigido por Nancy Kruse. El episodio es una referencia a las elecciones gubernamentales de California del 2003. Homero decide convertirse en un modelo positivo para Lisa, haciendo campañas a favor de la seguridad, llegando a ser candidato a alcalde.

## Sinopsis
Es el Día del Padre y Homer está muy sorprendido por el regalo de Bart. Accidentalmente, Homer destruye el regalo de Lisa. Lisa queda muy apenada por esto y cree que el hombre siempre se aprovecha de la mujer, por lo que se rebela violentamente en la escuela, golpeando al Director Skinner y rompiendo una ventana. El Director Skinner llama a Homer y Marge para hablarles del problema de su hija y también, Skinner le muestra a Homer un traje de salamandra de seguridad. Homer toma el puesto de guardia de seguridad escolar para enorgullecer a Lisa.
Por su obvia torpeza, Homer sólo causa problemas y falla en su objetivo, pero aun así, sigue con esperanzas. Unos momentos después, hay un terrible accidente automovilístico frente a la Escuela Primaria de Springfield y Homer aprovecha su oportunidad de ser un héroe, rescatando a varias personas y luego, recibiendo la condecoración más alta de la ciudad por parte del Alcalde Quimby. 
En la ceremonia, el sobrino y secretario de prensa del Alcalde Quimby le dice a este que todas las condecoraciones que ha hecho no tienen sentido, así que los ciudadanos exigen elección. Frente a esta situación, Lisa le recomienda a Homer que se postule para la Alcaldía y este acepta, siendo Lisa su directora de campaña. 
Homer hace su campaña de postulación con el traje de salamandra y es por esto que se gana la aprobación de los ciudadanos. Marge lava el traje, provocando que este se encoja y se rompa. Los ciudadanos ya no quieren más a Homer como alcalde por la ropa y todos los candidatos a la Alcaldía han recibido un cinco por ciento de los votos, por lo que el alcalde Quimby sigue siendo el alcalde de la ciudad. Homer está triste por haberle fallado de nuevo a Lisa, sin embargo, ella está orgullosa de su padre, ya que se esforzó de hacer de la ciudad un lugar mejor.